# Sega Mega Drive
Sega Mega Drive (на японски: メガドライブ), в Северна Америка известна като Sega Genesis, е четвърто поколение домашна игрална конзола, разработена и произведена от компанията Sega през 1988. Причина за двете имена е, че Sega не успява да получи легални права над името Mega Drive в Северна Америка. Mega Drive е третата конзола на Sega и наследник на Sega Master System, с която има обратна съвместимост, ако бъде инсталиран Power Base Converter, продаван отделно. В България конзолата се разпространява официално от средата на 90-те от Пулсар.